# San Juan de Pózul
Pózul es una parroquia rural del cantón Celica de la provincia de Loja. Políticamente Pózul se parroquializó el 10 de marzo de 1926. El primer Teniente político fue el Sr. Juan Pedro Jimbo. Los Pozuleños unidos como un solo hombre y presididos por el ilustre patriota Bartolomé Sarango Jimbo y con un grupo de preclaros ciudadanos empezaron sigilosamente, las gestiones por la independencia política de Pózul, que hasta ese entonces pertenecía a la parroquia de Alamor, después de innumerables gestiones teniendo en cuenta la aprobación documentaria acerca de los requisitos legales para la Parroquialización. Cabe indicar que en la actualidad se celebra el aniversario de Parroquialización el día 24 de junio en lugar del 10 de marzo, ya que por la estación invernal era imposible realizarla. El término Pózul significa Pozo Azul, lleva este nombre porque según la historia antiguamente existían pozos de aguas azules en el cerro Pircas (que quiere decir montones de piedra), además en los títulos de adjudicación contenidos por el escribano público don Gregorio Jaramillo Carrión, al igual que en los otros documentos del mismo contexto se hace constar como Pózul.

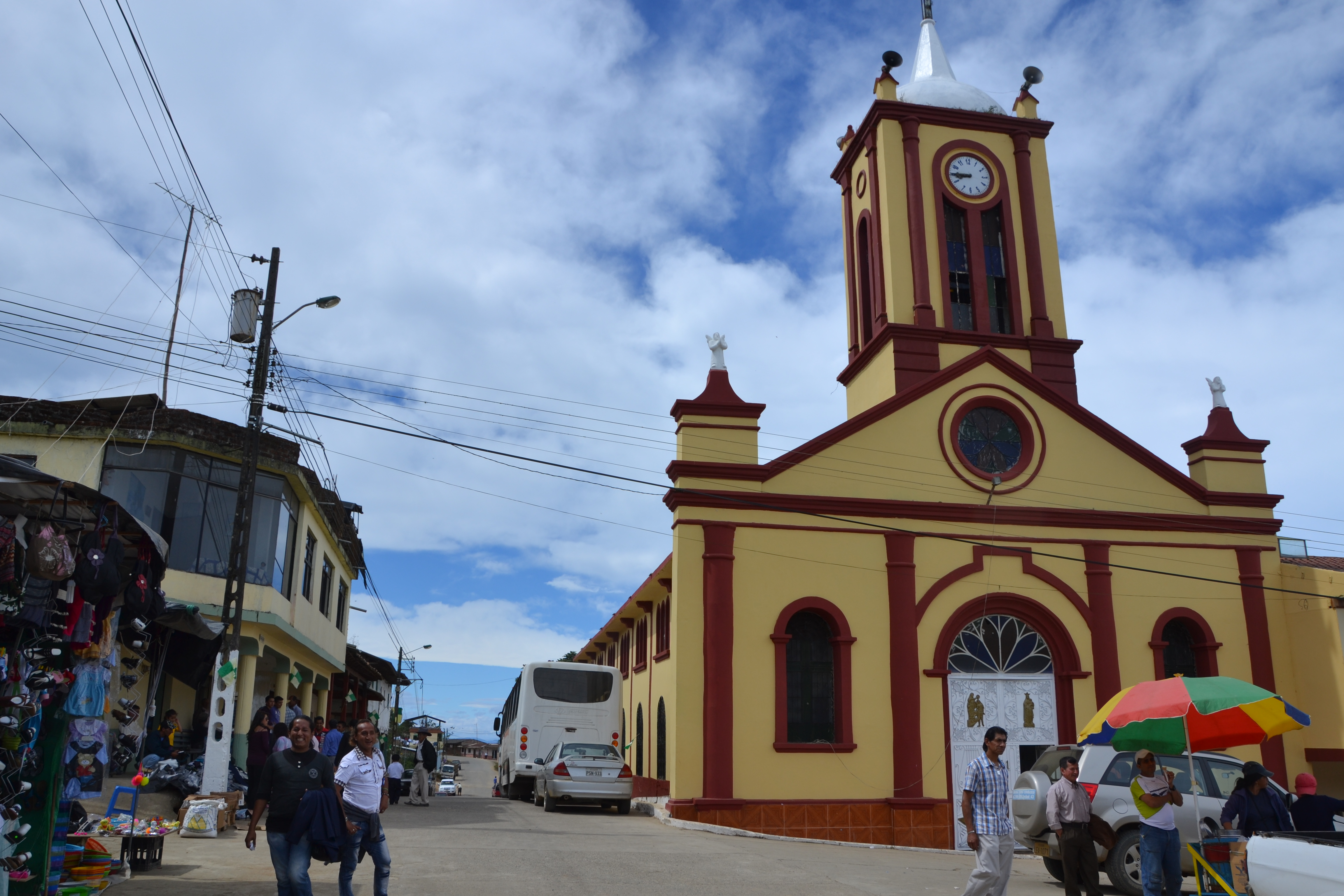
Iglesia central de Pózul

La parroquia tiene 3035 habitantes, de los cuales 1520 son hombres y 1515 son mujeres (INEC 2010). Tiene una superficie de 78.64 km². Está integrada por las comunidades: Canguracas, El Sauce, El Carmen, Guango, Guangulo, Guarapales, Guayunimí, La Merced, Los Jazmines, Minas, Naranjapamba, Naranjito, Pueblo Nuevo, Piedra redonda, Porotillo, Palmitas, Palmales, Potrerillos, Roncador, Saguayaco, San Vicente, San Antonio, Sauce y Yuripilaca. La parroquia de San Juan de Pózul (San Juan Bautista de Pózul o simplemente Pózul) constituye la parroquia más grande de la provincia de Loja y del cantón Celica. Pózul se encuentra a 1700 metros de altura sobre el nivel del mar en las faldas del pircas, de clima templado y espesa vegetación.

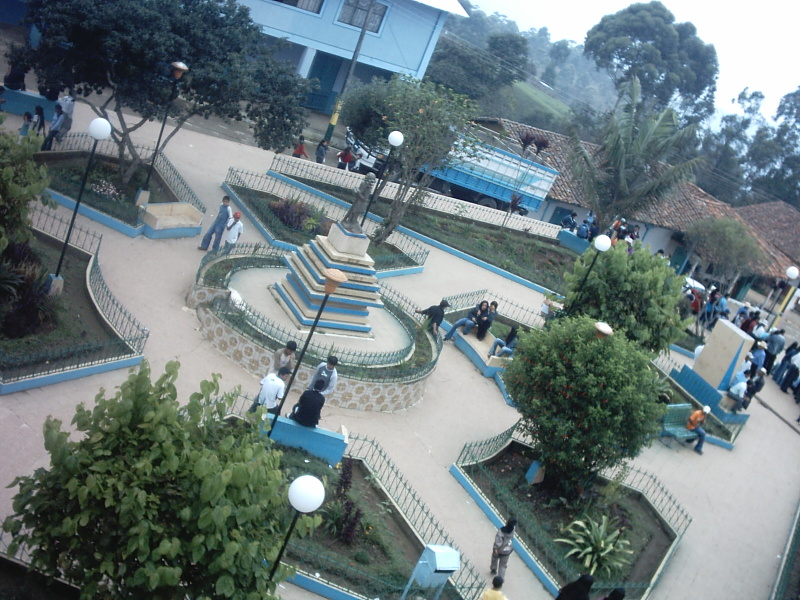
Imagen del parque central de Pózul.

El centro urbano de la parroquia se divide en los siguientes barrios: 20 de agosto, Miraflores, El Centro, El Cisne, Unión y Progreso, Los pinos. La parroquia cuenta con cuatro iglesias, la iglesia principal es la que se encuentra en el centro, adicionalmente se encuentra la iglesia ubicada en el barrio 20 de agosto construida en honor a Jesús del Gran Poder, patrono de barrio, la iglesia ubicada en el barrio el Cisne, que fue construida en honor a la Virgen del Cisne, y, la iglesia del barrio Miraflores construida en honor a San Francisco, patrono del barrio.
En cuanto a educación la parroquia cuenta un jardín de infantes, dos escuelas, y el colegio Teniente Maximiliano Rodríguez en la cabecera parroquial. Las festividades de la parroquia se celebran todos los años el 24 de junio, aunque también se celebra la fiesta comercial todos los años el segundo domingo de octubre. Adicionalmente los barrios El Cisne y 20 de agosto celebran sus fiestas los días 15 y 20 de agosto respectivamente, mientras que el barrio Miraflores celebra sus fiestas durante el mes de septiembre.

## Ubicación
- 4°7′17.56″ S
- 80°3′13.69″ O
- 1719 m sobre el nivel del mar

## Límites
- Al norte limita con el Cantón Puyango
- Al sur limita con la parroquia Teniente Maximiliano Rodríguez
- Al este con Celica
- Al oeste con el cantón Pindal

## Agricultura
Esta tierra no es la excepción en el cultivo de maíz, principalmente en las partes bajas, al que se suma el cultivo de café, orgullo de sus sembradores, pues es considerado el mejor del país en calidad por su aroma y sabor, adicionalmente se puede encontrar cultivos de guineo, caña de azúcar, arveja, habas, yuca, zarandaja, fréjol, hortalizas, árboles frutales como naranja, mango, aguacate, chirimoyas, limones, guabas, zapotes y otros. De la caña de azúcar se elabora la panela y los atados de dulce característicos de esta zona.
La época de cosecha de la mayoría de productos se realiza en los meses de verano, especialmente julio y agosto, por lo que estos meses corresponden a los de mayor bonanza no solo en la parroquia sino en todo el sector.

## Ganadería
La ganadería constituye una de las principales actividades económicas de la parroquia, especialmente en lo que se refiere a ganado vacuno de leche, característico en las partes altas de la parroquia. Se puede encontrar diversas razas como la Holstein, Foster, Bronswuis, Brahmán. Como territorio ganadero, es de esperarse que la producción lechera tenga también sus productos y derivados y el principal es el queso amasado, que en el centro parroquial es apetecido por los lugareños y foráneos.
La quesería es una actividad familiar, que ha servido de sustento por generaciones, con la receta secreta que guarda un sabor especial, por lo que incluso es llevado al exterior. La mejor época del año para la producción de quesos se da en los meses de invierno, meses en los cuales aumenta la producción lechera en todo el sector, por lo que los precios disminuyen considerablemente.
Actualmente se realiza la feria ganadera una semana antes de las fiestas del 24 de junio, en la que se exhiben los mejores ejemplares tanto de ganado de carne así como de gana de leche. Esta feria es el resultado de la iniciativa de los miembros de la asociación de ganaderos de la parroquia de Pózul.
De igual forma, se vende ganado que es llevado a otras provincias como El Oro y Guayas. Además existen otros tipos de ganado como porcino, caballar y aves de corral.

## Turismo

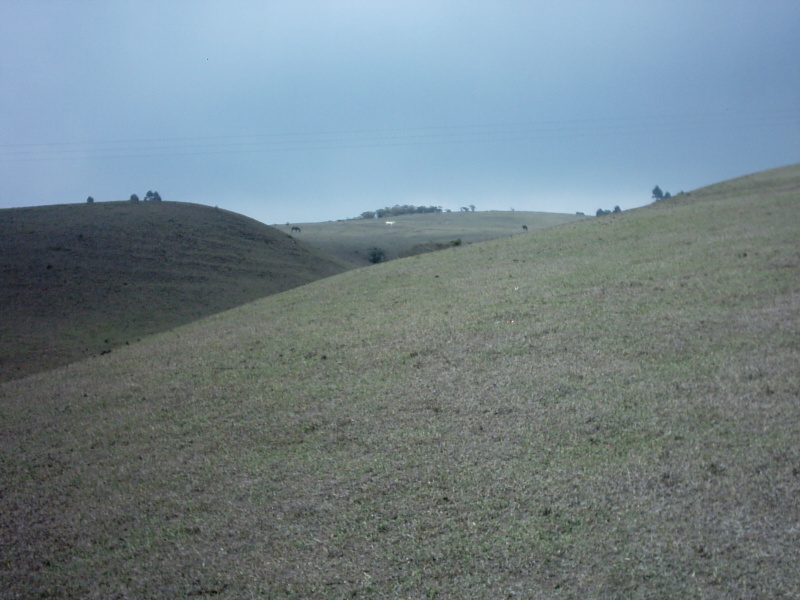
Imagen de las pampas de Pózul, ubicadas en las faldas del cerro Pircas.

El cerro Pircas.- El cerro Pircas es una elevación que guarda una riqueza turística impresionante, puesto que abarca diversos ámbitos:
- Riqueza Biológica: Dentro de su ecosistema encontramos gran variedad de flora y fauna exóticas, como por ejemplo diversas clases de orquídeas; aves como: paloma, tordo, perico, chiroca, mirlo, carpintero entre otros.
- Riqueza Histórica: El lugar fue habitado por una tribu indígena en tiempo del incario estrechamente relacionado con tribus de Cerro Verde hacia el sur y los Paltas hacia el norte y como evidencia en la cima se observa un cuadro de piedras semejante a una fortaleza que sirvió como medio de defensa de los ataques.
- Riqueza Histórica: El lugar fue habitado por una tribu indígena en tiempo del incario estrechamente relacionado con tribus de Cerro Verde hacia el sur y los Paltas hacia el norte y como evidencia en la cima se observa un cuadro de piedras semejante a una fortaleza que sirvió como medio de defensa de los ataques.
- Riqueza Hidrográfica: El Pircas es un gran reservorio natural de agua, puesto que de las vertientes que de sus entrañas brotan, se abastecen un sinnúmero de poblados pertenecientes a los cantones de Celica, Puyango y Pindal.
- Riqueza Geográfica: por ser Pircas una elevación la convierte en un mirador natural, ya que desde su cima se alcanza a divisar muchas ciudades de la costa ecuatoriana y de igual manera una gran parte del territorio peruano. Así mismo hacia la parte norte se lo puede aprovechar para deportes extremos como el parapente y alas delta. También es aprovechado para realizar excursiones, paseos y caminatas que es una manera de gozar del aire puro y natural que allí se respira.

Cascadas de Guango.- Gozan de una belleza sin igual, está conformado por dos saltos de agua cristalina que al caer forman lagunas naturales que son aprovechadas para darse un baño de frescura en medio de la naturaleza. Pero lo turístico no es solo eso, además para disfrutar de las cascadas se tiene que hacer un recorrido a pie por un sendero que atraviesa un bosque de apariencia siniestra, pero que se convierte en una aventura imposible de perdérsela, ahí se encuentra el visitante con una gran diversidad de flora y fauna que maravillan sus ojos, su mente y su espíritu.
Otro atractivo son las pampas que se encuentran el cerro Pircas y en donde se puede encontrar caballos pastando libremente. La vista desde el cerro Pircas ofrece un paisaje sin igual.

## Gastronomía
Son variados los platos típicos que se preparan en el sector, que llegan a ser muy apetecidos por los pozuleños y la gente de otras partes, entre los principales platos se menciona:
El repe que es un tipo de sopa que se lo prepara con guineo, arveja verde, papa, con abundante quesillo y culantro, se lo acompaña con los deliciosos chicharrones.
El caldo de gallina criolla cocido con papa, fideo, plátano verde, cebolla blanca, zanahoria y perejil, café con humitas, el café es elaborado artesanalmente en tiestos caseros, y las humitas con choclos de maíz criollo y manteca de chancho, especialmente en la temporada de abril y mayo.
El sango o pepián es una especie de crema hecha con harina de maíz tostado y molido, al cual se lo cocina con manteca, sal y refrito y se le agrega mucho quesillo.
La conserva preparada con leche, harina de arroz, harina de maíz blanco, yuca cocinada y molida, atado de dulce o panela y para darle color al final se le agrega dulce quemado.
Los tamales que se los hace con mote pelado y remojado, condimentado con sal, cebolla, manteca refrito y para el relleno carne de pollo o cuero de cabeza de chancho envueltos en hojas de achira.
Otros platos como: Arroz con zarandaja y queso; miel con quesillo; fritada de carne de chancho criollo acompañada de mote, yuca y guineo; miel de toronche; y, leche con zambo.

## Enlaces
- http://www.pozul.gob.ec/
- http://celicanos.com

https://www.youtube.com/watch?v=l63mrD7n8T8&feature=youtu.be
https://www.youtube.com/watch?v=SlN_PPXLvKE&feature=youtu.be
https://www.youtube.com/watch?v=DzGvA-My6mY&feature=youtu.be
- Datos: Q6119154
- Multimedia: Pózul / Q6119154